# Louis E. Miller
Louis Ebenezer Miller (* 30. April 1899 in Willisburg, Washington County, Kentucky; † 1. November 1952 in St. Louis, Missouri) war ein US-amerikanischer Politiker. Zwischen 1943 und 1945 vertrat er den Bundesstaat Missouri im US-Repräsentantenhaus.

## Werdegang
Louis Miller besuchte die öffentlichen Schulen seiner Heimat in Kentucky und das St. Marys College in Kansas. Während des Ersten Weltkrieges war er einfacher Soldat in den US-Streitkräften. Nach einem anschließenden Jurastudium an der Saint Louis University und seiner 1921 erfolgten Zulassung als Rechtsanwalt begann er in St. Louis in diesem Beruf zu arbeiten. Gleichzeitig schlug er als Mitglied der Republikanischen Partei eine politische Laufbahn ein. Zwischen 1936 und 1942 war er Mitglied des Republican National Committee, in dessen juristischem Beraterstab er außerdem im Jahr 1943 mitwirkte. 1940 war er Delegierter zur Republican National Convention in Philadelphia, auf der Wendell Willkie als Präsidentschaftskandidat nominiert wurde.
Bei den Kongresswahlen des Jahres 1942 wurde Miller im elften Wahlbezirk von Missouri in das US-Repräsentantenhaus in Washington, D.C. gewählt, wo er am 3. Januar 1943 die Nachfolge von John B. Sullivan antrat. Da er im Jahr 1944 gegen Sullivan verlor, konnte er bis zum 3. Januar 1945 nur eine Legislaturperiode im Kongress absolvieren. Diese war von den Ereignissen des Zweiten Weltkrieges geprägt. Nach seinem Ausscheiden aus dem US-Repräsentantenhaus praktizierte Miller wieder als Anwalt in St. Louis, wo er am 1. November 1952 starb.